# Armandia agilis
Armandia agilis är en ringmaskart som först beskrevs av Andrews 1891.  Armandia agilis ingår i släktet Armandia och familjen Opheliidae. Inga underarter finns listade i Catalogue of Life.